# Кукуеци (Олт)
Кукуеци (рум. Cucueți) насеље је у Румунији у округу Олт у општини Вергуљаса. Oпштина се налази на надморској висини од 175 m.

## Становништво
Према подацима из 2002. године у насељу је живело 385 становника, од којих су сви румунске националности.